# 計量国語学会
計量国語学会（けいりょうこくごがっかい、英語: The Mathematical Linguistic Society of Japan）は、日本の学術研究団体の一つ。

## 概要
数理的方法による国語研究の進歩を図り、言語に関係がある諸科学の発展に資することを目的として、1956年12月15日に設立した。水谷静夫によると、「当時の国語学界には、1948年末創立の国立国語研究所の活動がある程度進んできて確率論に基づく新しい統計学の手法を使っていたし、ほかにも文体論や通信理論的な研究も見られた」が、「発表の場が著しく狭くて、国語国文関係の雑誌に投稿して載ったにせよ肝腎の数理的議論の部分は圧縮した注記にするほかなく、まして方法自身を論じたものは受理されなかった」ので、面々が折に触れて話し合った結果だという。
学会の名称については、「計量国語学研究会」「言語数学研究会」「国語数学会」「数量言語学研究会」などの案が設立大会で議せられたが、最終的に和名は「計量国語学会」、英語名は "The Mathematical Linguistic Society of Japan" に決定した。英語名が和名といささか食い違うのは、「将来必ずや統計学に留まらず数学の諸分野の手法を使うようになるだろうことを見越したから」であるという。またしかし乍ら、「当面、国内に向けては『計量』の方が抵抗が少なからうといふ事で、敢えてさうした」ものでもあるという。
学術研究団体としての種別は単独学会。日本学術会議協力学術研究団体である。
| 氏名     | 在職期間              | 肩書     |
| -------- | --------------------- | -------- |
| 渡辺修   | 1957年5月 - 1987年3月 | 代表委員 |
| 水谷静夫 | 1987年4月 - 1995年3月 | 代表委員 |
| 草薙裕   | 1995年4月 - 2002年3月 | 代表委員 |
| 草薙裕   | 2002年4月 - 2005年3月 | 会長     |
| 土屋信一 | 2005年4月 - 2009年3月 | 会長     |
| 荻野綱男 | 2009年4月 - 2023年3月 | 会長     |
| 山崎誠   | 2023年4月 - 現在      | 会長     |

## 刊行物

### 計量国語学（Mathematical Linguistics）
1957年に創刊。査読付き論文を含む学会誌で、年4回の頻度で発行している。

### 計量国語学事典
学会創立50周年記念事業として企画された事典。2009年11月に朝倉書店から刊行された。計量国語学の定義付けと研究史について説明がなされた後、計量的な分析手法を設定した上で、計量国語学の各分野（音声・音韻、文字・表記、語彙、文法・意味、文章・文体、社会言語学、方言学、国語史、日本語教育、日本語処理）で設定されてきた研究課題について、具体的な研究事例を参照しながら説明されている。

### データで学ぶ日本語学入門
学会創立60周年記念事業として企画された入門書。2017年3月に同じく朝倉書店から刊行された。データに基づいた日本語研究を行うための基礎的事項を理解できるよう配慮して、各章のタイトルで示された「問い」への「答え」となる図表が冒頭に掲載されており、その図表が「どのようなデータに基づくのか」や「何が読み解けるのか」も丁寧に解説されているため、計量的な捉え方が一目でわかる構成となっている。